# München-ulykken
München-ulykken var en flyulykke 6. februar 1958. Fodboldholdet Manchester United var på vej tilbage til England med fly efter kampen mod Røde Stjerne Beograd i Europa Cup-kvartfinalen i Beograd dagen før. Ud over spillerne og trænerteamet var der en række britiske sportsjournalister blandt passagererne. Flyet var mellemlandet i München for at tanke op. Ved det 3. forsøg på at lette igen, ramte flyets hjul et lag af slud på banen, som forhindrede det i at opnå tilstrækkelig fart til at lette. Det fortsatte ud over enden af banen, hvor det ramte et hus, hvorved den venstre vinge blev revet af. 21 af de 44 passagerer og besætningsmedlemmer blev dræbt i styrtet.
Blandt de omkomne var lederen af holdet, Roger Byrne, og topscoreren Tommy Taylor. Den 21-årige stjernespiller Duncan Edwards overlevede styrtet, men pådrog sig omfattende skader og døde 15 dage senere. Holdets manager, Matt Busby, blev alvorligt såret, men overlevede, ligesom Bobby Charlton og målmanden Harry Gregg, der kun fik lettere kvæstelser, og formåede at redde flere fra det brændende fly.
Ud over de otte dræbte blev spillerne Jackie Blanchflower og Johnny Berry så alvorligt såret, at de aldrig kom tilbage på fodboldbanen. Berry svævede længe mellem liv og død efter skader i hovedet og modtog den sidste olie, da han kom til hospitalet.